# Лепкалюк Кость
Кость Лепкалю́к — селянин зі Старого Косова, громадський діяч, посол (депутат) до Галицького сойму першої та другої каденцій (1863 —1869).
Обраний до Галицького сойму I каденції від IV курії у виборчому окрузі № 13 (Косів—Кути) в 1863 році замість о. Софрона Витвицького, який склав мандат після I сесії Сойму. Вдруге знову обраний від цього ж округу в 1867 році.